# Lubuntu
Lubuntu este o distribuție GNU/Linux bazată pe Ubuntu. Este o variantă mai rapidă, mai ușoară și mai economică pentru PCuri, laptopuri sau notebookuri care au  hardware cu specificații reduse. Pentru aceasta, Lubuntu folosește mediul desktop LXDE (Lightweight X11 Desktop Environment). Lubuntu a devenit membru oficial al familiei Ubuntu la 13 octombrie 2011, odată cu lansarea versiunii 11.10.

Primul logo Lubuntu

## Istoric
În martie 2009, Lubuntu apare pe site-ul web Launchpad având o primă versiune a logo-ului, de asemenea pe o pagină wiki Ubuntu în care sunt incluse liste de aplicații, și pachete de programe ale sistemului de operare.
În august 2009, a fost lansată versiunea 9.10b14, un Live CD de testare cu imaginea ISO, fără opțiune de instalare. Începând cu versiunea 14.04, este disponibil și în versiunea Long Term Support (LTS), cu suport pentru 3 ani.

## Cerințe de sistem
Versiunile mai vechi ale Lubuntu pot fi instalate pe sisteme cu procesor Pentium II sau Pentium III  400-500 MHz, memorie RAM 256 MB - 384 MB. În cele mai recente versiuni, cerințele de sistem sunt ceva mai mari, 1 GB RAM (512 MB minim) și un procesor Pentium 4 sau  AMD K8. 

## Versiuni
- 8.10 Intrepid Ibex, 30 octombrie 2008
- 9.04 Jaunty Jackalope, 23 aprilie 2009
- 9.10b14 Karmic Koala, 1 septembrie 2009 - test Live CD fără instalare
- 9.10b23 Karmic Koala 08 septembrie 2009 - test Live CD, instalare prin terminal
- 9.10 Karmic Koala, 26 octombrie 2009
- 10.04 Lucid Lynx, 2 mai 2010 - versiune non-LTS
- 10.10 Maverick Meerkat, 10 octombrie 2010 - versiune beta stabilă
- 11.04 Natty Narwhal, 28 aprilie 201 -  versiune stabilă
- 11.10 Onereic Ocelot 13 octombrie 2011 -  lansare integrată în familia Ubuntu.
- 12.04 Precizie Pangolin, 29 aprilie 2012 -  versiune non-LTS.
- 12.10 Quetal Quetzal, 18 octombrie 2012
- 13.04 Ringer Ringtail 25 aprilie 2013
- 13.10 Saucy Salamander, 17 octombrie 2013
- 14.04 Trusty Tahr, 17 aprilie 2014 - versiune LTS 3 ani
- 14.10 Utopic Unicorn, 23 octombrie 2014
- 15.04 Vivid Vervet, 23 aprilie 2015
- 15.10 Werwolf, 22 octombrie 2015
- 16.04 Xenial Xerus, 21 aprilie 2016 - versiune LTS de 3 ani
- 16.10 Yakkety Yak, 13 octombrie 2016
- 17.04 Zesty Zapus, 13 aprilie 2017
- 17.10 Artful Aardvark, 19 octombrie 2017
- 18.04 Bionic Beaver, 26 aprilie 2018 - versiune precedentă LTS de 3 ani [3]
- 18.10 Cosmic Cuttlefish, 20 octombrie 2018 - versiune cu mediul desktop LXQT implicit [4]
- 19.04 Disco Dingo, 18 aprilie 2019
- 19.10 Eoan Ermine, 17 octombrie 2019
- 20.04 Focal Fossa, 23 aprilie 2020 - versiunea cu suport pe termen lung curentă (LTS)
- 20.10 Groovy Gorilla, 22 Octombrie 2020
- 21.04 Hirsute Hippo, 22 Aprilie 2021
- 21.10 Impish Indri, 14 octombrie 2021 - ultima versiune cu LXQt 0.17.0.

## Pachete de programe
| - AbiWord - Audacious - Document Viewer - File-roller - Firefox - Galculator - GDebi - GNOME Software - Gnumeric - Guvcview - LightDM - Light-Locker - Leafpad - MPlayer - MTPaint - Pidgin - PulseAudio Volume Control - Scrot - Simple Scan - Sylpheed - Transmission - Update Manager - Wget - XChat - Xfburn - Xpad | - GPicView - Leafpad - LXAppearance - LXDE Common - LXDM - LXLauncher - LXPanel - LXRandr - LXSession - LXSession Edit - LXShortCut - LXTask - LXTerminal - Menu-Cache - Openbox - PCManFM |

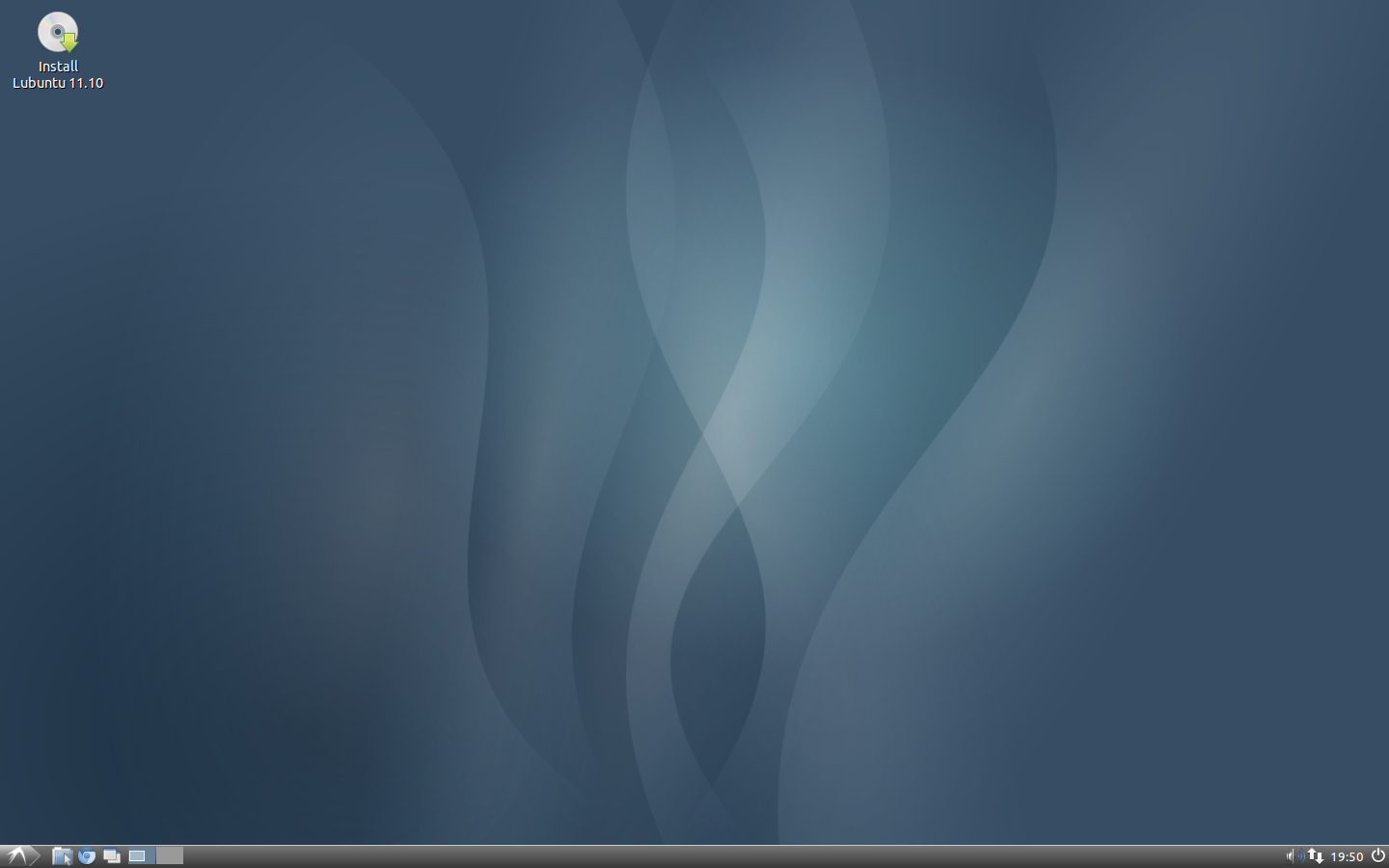
Lubuntu 11.10

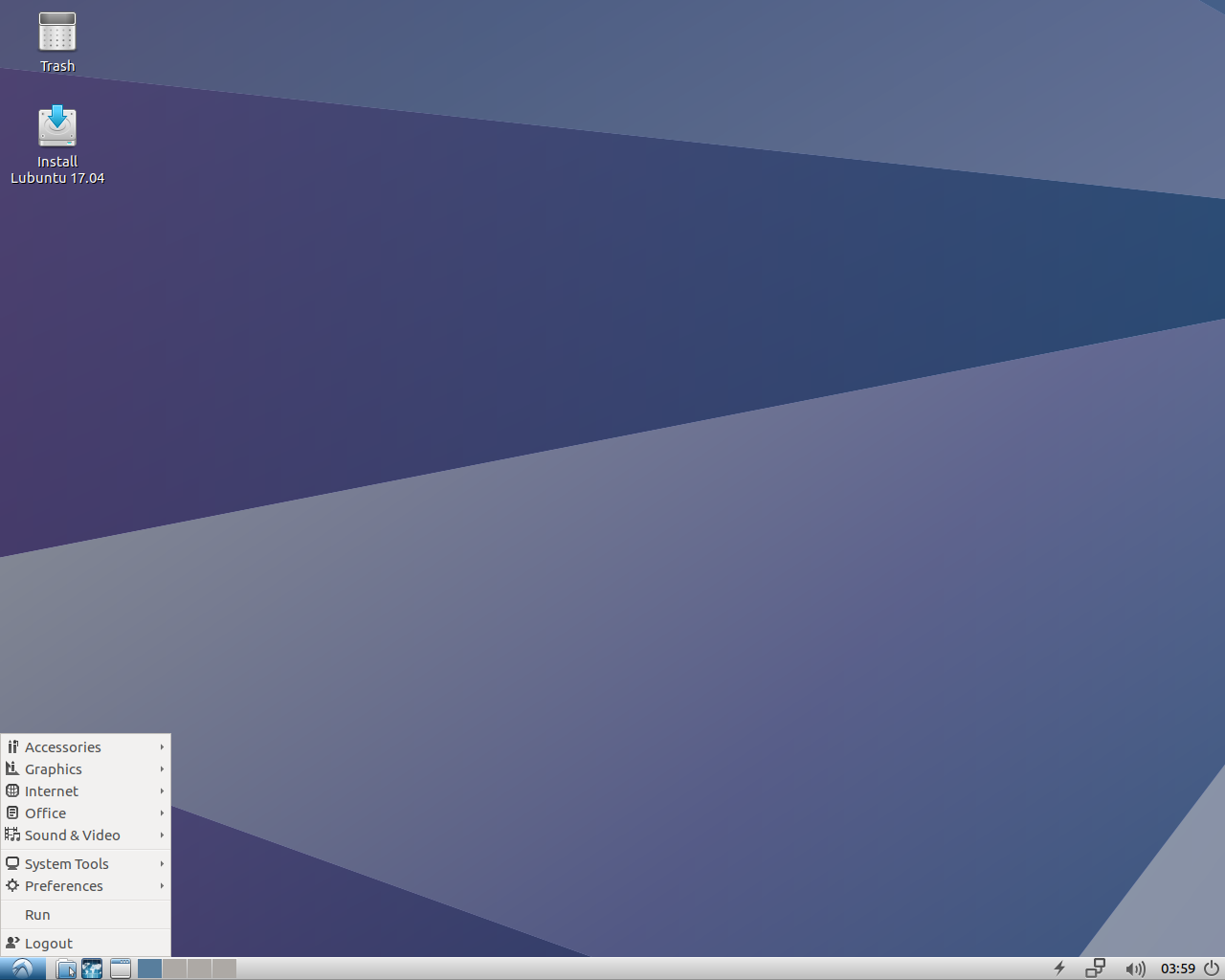
Lubuntu 17.04

Lubuntu are de asemenea acces la depozitele de software Ubuntu prin Centrul de software Lubuntu, managerul de pachete Synaptic și APT, permițând instalarea oricărei aplicații disponibile pentru Ubuntu.

## Distribuții derivate
- LXLE Linux
- OSGeo-Live
- Peppermint OS